# Dichelaspis darwini
Dichelaspis darwini is een rankpootkreeftensoort uit de familie van de Poecilasmatidae. De wetenschappelijke naam van de soort is voor het eerst geldig gepubliceerd in 1861 door Philippi.